# Кузьминська (Ленінградська область)
Кузьминська (рос. Кузьминская) — присілок у Подпорозькому районі Ленінградської області Російської Федерації.
Населення становить 2 особи. Належить до муніципального утворення Вінницьке сільське поселення.

## Історія
Згідно із законом від 1 вересня 2004 року № 51-оз належить до муніципального утворення Вінницьке сільське поселення.

## Населення
| 1873 | 1905 | 1997 | 2007 | 2010 |
| ---- | ---- | ---- | ---- | ---- |
| 60   | ↗81  | ↘4   | →4   | ↘2   |